# Erik Åkerberg
Karl Erik Emanuel Åkerberg (19. januar 1860 i Stockholm - 20. januar 1938) var en svensk komponist, der først virkede som kantor ved den tyske kirke i Stockholm, senere som organist ved synagogen og som dirigent (filharmonisk selskab, Bellmans-koret, Cæcilia-koret, Par Bricole m.fl.). 1887—88 studerede han komposition hos César Franck i Paris. Åkerberg har komponeret større arbejder for orkester og for kammermusik, pianostykker og sange og flere korværker, »Prinsessan och svennen«, »Törnrosas saga«, »Flygande holländaren«, »Foran Sydens Kloster«, en Tyge Brahe-Kantate, Operaen »Turandot«. Han optrådte på koncerter i Sverige og København. Åkerberg udgav 1910 »Musiklifvet inom Par Bricole 1779—1890«.